# Coche
Coche – pagórkowata wyspa w grupie Wysp Zawietrznych, w archipelagu Małych Antyli na Morzu Karaibskim, należy do Wenezueli, wchodzi w skład stanu Nueva Esparta. Położona w cieśninie między wyspą Margarita a półwyspem Araya. Zajmuje powierzchnię 55 km², a zamieszkuje ją 8200 mieszkańców (1999). Ludność wyspy zajmuje się rybołówstwem. Wyspa od wschodu i południa jest otoczona rafami koralowymi. 

## Coche w literaturze
Arkady Fiedler w powieści Wyspa Robinsona opisał losy Jana Bobera, Polaka z pochodzenia, który spędził ponad rok na Isla Coche. Powieść ta wiąże się z odnotowanym w wenezuelskich dokumentach z klasztoru w Cumana wydarzeniem, jakim było znalezienie na wyspie Coche ukrytej na lądzie drewnianej łodzi z wyrytym napisem „John Bober Polonus 1726”. Okoliczności pozostawienia łodzi i powstania napisu nigdy nie ustalono.